# Кубанец (канонерская лодка)
«Кубанец» — канонерская лодка русского Черноморского флота. Во время Гражданской войны в 1920 году была затоплена. Поднят ЭПРОН и эксплуатировался до 1945 года.

## Постройка
Строилась по чертежам канонерской лодки «Манджур». Зачислена в списки судов Черноморского флота 30 января 1886 года, заложена 18 мая 1886 года на судоверфи завода РОПИТ в Севастополе, спущена на воду 9 апреля 1887 года, вступила в строй в марте 1888 года.

## Служба

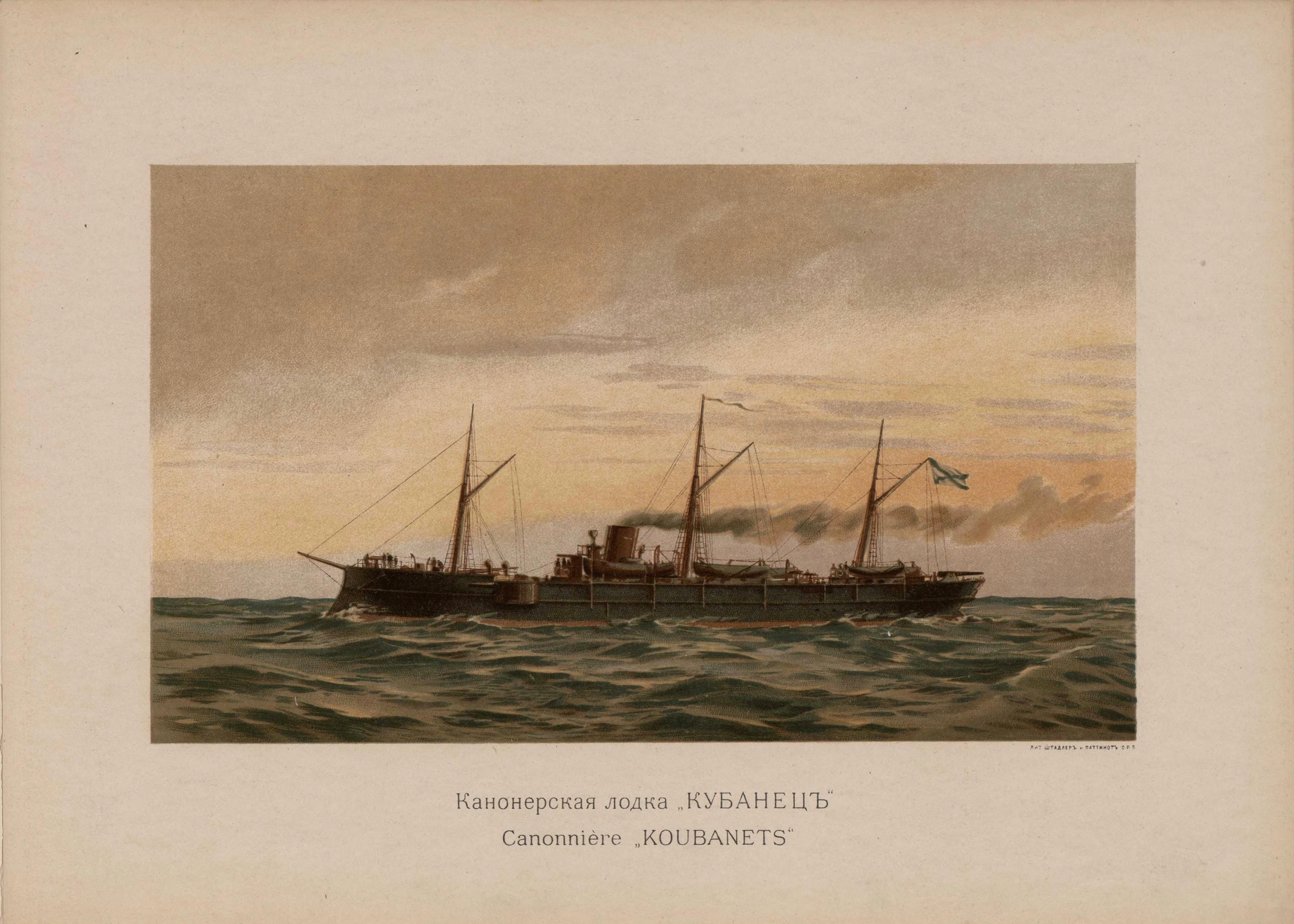

После вступления в строй канонерская лодка «Кубанец» в разное время входила в Практическую эскадру Чёрного моря и Средиземноморскую эскадру. Прошла капитальный ремонт в 1900 году, и с 1901 года использовалась в качестве учебного судна. В 1912 году «Кубанец» был перевооружен и отремонтирован.
16 ноября 1913 года, во время спасения экипажа с канонерской лодки «Уралец», спущенный с «Кубанца» катер опрокинулся вместе с находящимися там матросами, при этом погибло шестеро членов экипажа.
Во время Первой мировой войны канонерская лодка входила в состав отряда охраны побережья Чёрного моря, затем некоторое время состояла в Батумском отряде. В ночь на 20 октября 1914 года «Кубанец» оказался единственным боевым кораблём, сумевшим принять участие в отражении атаки турецких миноносцев на Одессу, открыл огонь по неприятелю и по докладу экипажа, добился попадания в один из миноносцев; сам получил попадание снаряда в носовое орудие, заклинившее его (в экипаже было 2 раненых). В 1916 году «Кубанец» вошёл в состав Дунайской флотилии и принимал активное участие в боевых действиях.
12 октября 1917 года на лодке был поднят флаг Украинской Народной Республики. В Июле 1918 вошла в Одесскую Бригаду Траления которая в течение месяца выполнила успешное боевое траление одесского рейда. 
18 января 1918 года большевики подняли на «Кубанце» красный флаг, а 1 мая 1918 года канонерская лодка была захвачена германскими войсками.
В декабре 1918 года «Кубанец» попал в руки англо-французских интервентов. 14 мая 1919 года «Кубанец» был отбуксирован в Новороссийск. 23 августа 1920 года был затоплен белогвардейцами при эвакуации из Темрюка.
В 1921 году «Кубанец» был поднят, переименован в «Красный Кубанец». 17 декабря 1923 года приказом по ОГПУ № 528 корабль передан в состав ЭПРОН. В 1928 году куплен Госрыбсиндикатом. После 1945 разобран на металл.

## Командиры
- 02.02.1887[6] — хх.хх.1889 — капитан 2-го ранга Безуар, Виктор Александрович
- хх.хх.1892 — 01.01.1893 — капитан 2-го ранга Шестаков, Александр Павлович
- 01.01.1893 — хх.хх.1893 — капитан 2-го ранга Королёв, Николай Семёнович
- 01.01.1894 — хх.хх.1895 — капитан 2-го ранга Вишневецкий, Фёдор Фёдорович
- 30.10.1895 — 11.08.1897 — капитан 2-го ранга Миклуха, Владимир Николаевич
- 11.08.1897 — 06.12.1897 — капитан 2-го ранга Скаловский, Александр Николаевич
- 05.01.1898 — хх.хх.1900 — капитан 2-го ранга Веницкий, Иван Андреевич
- 21.02.1900 — 06.12.1901 — капитан 2-го ранга Дриженко, Александр Кириллович
- 06.12.1901 — хх.хх.1903 — капитан 2-го ранга Шарыгин, Спиридон Андреевич
- хх.хх.1904 — 30.05.1905 — капитан 2-го ранга Чабовский, Антон Павлович
- 30.05.1905 — хх.хх.1905 — капитан 2-го ранга Колюпанов, Павел Васильевич
- 14.11.1905 — 19.02.1907 — капитан 1-го ранга Ревелиоти, Владимир Ксенофонтович
- 19.02.1907 — 05.06.1908 — капитан 2-го ранга Канин, Василий Александрович
- хх.хх.1909 — хх.хх.1913 — Свиньин, Александр Юрьевич
- хх.хх.хххх — хх.хх.хххх — Фролов, Л. И.